# Tavoleto
Tavoleto (Tavléd in dialetto gallo-piceno) è un comune italiano di 823 abitanti della provincia di Pesaro e Urbino nelle Marche. Fa parte della regione storico-geografica del Montefeltro.

## Geografia fisica
Il territorio comunale comprende un'exclave, costituita dalle frazioni Ripamassana e Valle Fuini, compresa tra i comuni di Mercatino Conca, Sassocorvaro Auditore e l'exclave di Monte Cerignone.

## Storia
Borgo di origine medievale, venne fortificato dai Malatesta. Fu oggetto di continue contese tra questi e i Montefeltro, che poi ne divennero signori fino al passaggio nello Stato Pontificio.
Nella storia moderna l'avvenimento più grave fu la distruzione del paese ad opera dell'esercito francese avvenuta 31 marzo 1797 dopo che la popolazione si era ribellata all'invasore straniero. I francesi rasero al suolo il paese, uccidendo gran parte degli abitanti.

### Simboli
Lo stemma e il gonfalone sono stati concessi con decreto del presidente della Repubblica del 17 maggio 1983.
Stemma
Gonfalone
Bandiera

## Monumenti e luoghi d'interesse
- Il Palazzo Petrangolini un imponente edificio edificato nel 1865
- Il Castello costruito all'inizio del XIV secolo da Sigismondo Malatesta. Fu teatro di violenti scontri tra la famiglia Da Montefeltro e quella dei Malatesta. Federico di Urbino divenutone finalmente possessore, fece abbattere la prima versione nel 1458 e lo fece ricostruire secondo i suoi voleri, dall’architetto Francesco di Giorgio Martini, che terminò l’opera prima del 1474. Passò poi allo Stato Pontificio fino al 1797 quando fu assediato da Napoleone che lo saccheggiò e poi incendiò. Solamente nel 1924, grazie al figlio del Conte Ferdinando Petrangolini, che diede inizio ai lavori, venne ricostruito nella forma attuale. È sito in piazza Umberto I 1/3 e domina l’abitato dall'alto della sua collina fronte mare.

## Società

### Evoluzione demografica
Abitanti censiti

### Etnie e minoranze straniere
Secondo i dati ISTAT al 1º gennaio 2023 la popolazione straniera residente era di 86 persone e rappresentava il 10,4% della popolazione residente. Le comunità straniere più numerose (con percentuale sul totale della popolazione straniera) erano:
1. Moldavia, 25 (29,07%)
2. Romania, 18 (20,93%)
3. Marocco, 10 (11,63%)

## Amministrazione
| Periodo        | Periodo        | Primo cittadino             | Partito                             | Carica                  | Note                 |
| -------------- | -------------- | --------------------------- | ----------------------------------- | ----------------------- | -------------------- |
| 1867           | 1888           | Girolamo Ceccaroli          |                                     | Sindaco                 | [ 11 ]               |
| 1888           | 1899           | Enrico Baiocchi             |                                     | Sindaco                 | [ 11 ]               |
| 1899           | 1915           | Pio Fabrucci                |                                     | Sindaco                 | [ 11 ]               |
| 1915           | 1920           | Domenico Ceccaroli          |                                     | Sindaco                 | [ 11 ]               |
| 1920           | 1922           | Pio Fabrucci                |                                     | Sindaco                 | [ 11 ]               |
| 1922           | 1927           | Alfonso Guerra              |                                     | Sindaco                 | [ 11 ]               |
| 1927           | 1933           | Pio Fabrucci                |                                     | Podestà                 | [ 11 ]               |
| 1933           | 1935           | Guglielmo Urbinati          |                                     | Podestà                 | [ 11 ]               |
| 1935           | 1940           | Ivo Fabrucci                |                                     | Podestà                 | [ 11 ]               |
| 1940           | 1941           | Antonio Viacava             |                                     | Podestà                 | [ 11 ]               |
| 1941           | 1943           | Umberto Grana               |                                     | Podestà                 | [ 11 ]               |
| 1943           | 1944           | Eugenio Paolucci            |                                     | Sindaco                 | [ 11 ]               |
| 1944           | 1945           | Salvatore della Side        |                                     | Sindaco                 | [ 11 ]               |
| 1945           | 1951           | Basilio Giorgi              |                                     | Sindaco                 | [ 11 ]               |
| 1951           | 1960           | Francesco Olivieri          |                                     | Sindaco                 | [ 11 ]               |
| 1960           | 1966           | Ivano Toselli               |                                     | Sindaco                 | [ 11 ]               |
| 1966           | 1980           | Silvano Giorgi              |                                     | Sindaco                 | [ 11 ]               |
| 1980           | 1985           | Enzo Giuliani               |                                     | Sindaco                 | [ 11 ]               |
| 25 giugno 1985 | 18 maggio 1990 | Alfio Rossi                 | Partito Comunista Italiano          | Sindaco                 | [ 12 ]               |
| 19 maggio 1990 | 23 aprile 1995 | Giorgio Giorgi              | Partito Socialista Italiano         | Sindaco                 | [ 12 ]               |
| 24 aprile 1995 | 13 giugno 1999 | Sergio Amadori              | Centro-sinistra                     | Sindaco                 | [ 12 ]               |
| 14 giugno 1999 | 12 giugno 2004 | Maurizio Paolucci           | Centro                              | Sindaco                 | [ 12 ]               |
| 13 giugno 2004 | 7 giugno 2009  | Maurizio Paolucci           | Lista civica                        | Sindaco                 | [ 12 ]               |
| 8 giugno 2009  | 25 maggio 2014 | Nello Gresta                | Lista civica Insieme per Tavoleto   | Sindaco                 | [ 12 ]               |
| 26 maggio 2014 | 26 aprile 2016 | Nello Gresta                | Lista civica                        | Sindaco                 | [ 12 ] [ 13 ] [ 14 ] |
| 27 aprile 2016 | 11 giugno 2017 | Patrizia Claudia De Angelis |                                     | Commissaria prefettizia | [ 12 ]               |
| 12 giugno 2017 | 13 giugno 2022 | Stefano Pompei              | Lista civica In comune per Tavoleto | Sindaco                 | [ 12 ]               |
| 13 giugno 2022 | in carica      | Stefano Pompei              | Lista civica                        | Sindaco                 | [ 12 ]               |

## Sport

### Calcio
La squadra del paese milita in Seconda Categoria ed è il Valfoglia Tavoleto Calcio.